# Даугавгривский монастырь
Даугавгривский монастырь (монастырь Дюнамюнде; лат. Monasterium Dunamundensis Sancti Nicolai) — бывший цистерцианский монастырь в окрестностях Риги, в 2,5 километрах от впадения Даугавы (её старого русла) в Рижский залив. Был построен между 1205 и 1208 годами епископом Альбертом фон Буксгевденом. Носил посвящение во имя Святого Николая. С 1211 года в монастыре велась Дюнамюндская хроника (лат. Annales Dunamundenses), которая в ходе упразднения монастыря была с 1303 года продолжена в Риге и окончательно прекратилась в 1348 году.

## Предыстория
До второй половины XII века всё течение Западной Двины (Даугавы) принадлежало полоцким князьям, которые ограничивались лишь сбором податей с местного населения. Они не оказывали влияния на их быт и религию, поэтому здесь долго сохранялась языческая религия.
В 1170-е годы в устье Западной Двины был занесён бременский корабль, и с этого момента завязываются постоянные торговые отношения местного населения с немцами. Через некоторое время бременский архиепископ прислал сюда для проповеди христианства монаха Мейнхарда (Мейнгарда), который основал в Икскюле укреплённую немецкую колонию — первый опорный пункт для дальнейших завоеваний. Когда местное население стало восставать против немецкого владычества, в устье Даугавы появились 23 корабля с воинами под командованием епископа Альберта фон Буксгевдена (или фон Аппельдерна).

## Монастырь Дюнамюнде (Рижское архиепископство, 1205—1305)

### Начало строительства монастыря и первые настоятели
В 1201 году Альберт фон Буксгевден основал на правом берегу Западной Двины главный опорный пункт немецкого владычества в Прибалтике — город Ригу и вслед за тем заложил в устье, на правом же берегу Двины, монастырь братьев цистерцианского ордена, названный по месту расположения — Дюнамюнде (устье Двины).
О начале строительства цистерцианского монастыря у Двины в 1202 году впервые упоминает Ливонская хроника, в которой указано, что работы по возведения монастыря были начаты по приказу епископа Альберта, третьего по счёту руководителя экспансии немецких крестоносцев на прибалтийские земли. Монастырь был построен довольно быстро и назван в честь Святого Николая, покровителя всех мореплавателей и морских торговцев. Аббатом этого монастыря был назначен брат епископа Альберта, активный соратник по крестовому походу в Ливонию, известный католический миссионер Теодорих Буксгевден. Первый конвент монастыря был приглашён из Мариенфельдского аббатства, расположенного в Вестфалии.
Монастырь был построен как мощный оборонительный замок и имел вид хорошо защищённой военизированной крепости, приспособленной под фортификационные нужды в соответствии с условиями раннего средневековья. Усиленный построенным внутри крепости замком, в 1208 году монастырь стал прикрытием Риги и торговых судов от нападений норманнов, а также базой для дальнейшего освоения немцами прибалтийских земель — он позволял осуществлять контроль над морскими торговыми путями и устьем Даугавы, а также служил защитным форпостом в случае возможных военных атак неприятеля с моря.

### Владения монастыря
Монастырь поначалу сохранял независимость от главных феодальных сеньоров Риги (епископа и ордена меченосцев), и ему принадлежали крупные земельные владения по всей Ливонии на обоих берегах Даугавы и других важных рек. 17 марта 1226 года границы владений Дюнамюндского монастыря определил папский легат Вильгельм Моденский. В частности, при его участии было установлено, что границы владений монастыря на правом берегу простирались от места впадения притока Дюны в Даугаву и Киш-озера, вдоль его северного побережья до реки Ланги и вдоль неё вплоть до места впадения реки Гауи в море. На левом берегу Даугавы монастырские владения простирались до современного места впадения канала Хапака-гравис в Даугаву до начала пути в Семигаллию, далее они доходили до Булльупе и до того места, где в начале XIII столетия река Лиелупе впадала в море.
Монастырю принадлежали земли, на которых впоследствии выросли рижские микрорайоны Вецмилгравис, Вецдаугава, Вецаки и Трисциемс, а также часть Царникавского края с населёнными пунктами Калнгале и Гарциемс (на правом берегу Даугавы). На левом берегу территорию бывших монастырских угодий сегодня частично занимают микрорайоны Болдерая, Даугавгрива, Клейсты и Ритабулли. Земли монастыря между старым и новым устьем Даугавы занимает район Мангальсала.
Поскольку статус монаха цистерцианского ордена предполагал ежедневные занятия активным физическим трудом, обитатели монастыря практиковали сельскохозяйственные работы, в основном, скотоводчество, а также занимались различными видами ремёсел. Также цистерцианцы стали первыми, кто ввёл в Ливонии новую технологию орошения почв, построив около 1266 года в своих владениях первые водяные мельницы, прорыв длинный канал, названный Мюльграбен (нынешний Милгравис). То же название распространилось и на прилегающие к каналу земли (сегодня район Милгравис).
В повествовании Ливонской хроники о 1208 годе есть свидетельство о том, что духовники цистерцианского ордена проявили повышенный интерес к укреплённому пункту в устье Даугавы, отправив в Ливонию с разведывательными целями своих представителей: аббата цистерцианцев Флоренция, каноника Кёльнского собора Роберта, Конрада из Бремена и многих других. Большая часть прибывших на место цистерцианцев предпочли остаться в монастыре, другая часть поселилась в других населённых пунктах, где их гостеприимно встретили вассалы епископа Риги. В целом о стратегической значимости цистерцианского монастыря в Дюнамюнде свидетельствует то, что на обряд посвящения в сан епископа Бернхарда из Липпе прибыли трое важных церковных иерарха Германии: Филипп Рацебургский (часто проявлявший интерес к ливонским делам), Изо из Вердена и Гельмольд из Плезы.

### Военные кампании
В 1215 году монастырь впервые в своей истории пережил серьёзное нападение со стороны противника: на Дюнамюнде напало организованное войско эстов из Эзеля. В это время руководители сопротивления эстов провели ряд акций против немецких захватчиков, крестивших местное население огнём и мечом. Жители Эзеля планировали перекрыть устье Даугавы и блокировать Рижскую крепость, в которой располагались укреплённые резиденции крестоносцев-феодалов. Для этого эзельцы затопили напротив монастыря цистерцианцев нагруженные камнями лодки и деревянные перекрытия, а часть вооружённых отрядов высадились на берег, где произошли ожесточённые силовые стычки с немецкими феодалами. Однако после главного столкновения у устья немцы одержали окончательную победу.
Цистерцианцы принимали участие в походах немецких крестоносцев против балтийских князей. Так, в 1219 году, во время сражения под Межотне пал смертью мученика цистерцианец брат Зегехард, посланный на помощь епископу Дюнамюнде Бернхарду фон Липпе.
30 сентября 1217 года папа Гонорий III сообщил епископу Альберту, что он может расширять свои официальные владения, создавая новые епархии и основывая кафедральные соборы. Выполняя такое решение папы, Альберт переводит Бернхарда из монастыря в Дюнамюнде на должность епископа Селонии (Селии), которое было сформировано в это же время.

### Конфликт с меченосцами
8 февраля 1222 года папа Гонорий дал указание аббату Дюнамюндского монастыря Роберту и капитулу рижского Домского собора выступить в роли посредников для урегулирования затяжного территориального конфликта, в результате которого орден Меченосцев должен был отдать епископу Селии Бернхарду фон Липпе незаконно отнятые земельные владения во время захватнических походов. Также папа возложил на епископа Селии и аббата Роберта полномочия наказать денежным штрафом руководство ордена Меченосцев (в лице магистра Фолквина) и отстранить его от проведения христианского суда над обращёнными в христианство местными жителями (представителями балтийских и угро-финских народностей), в частности — бороться за отмену испытания истцов и ответчиков калёным железом и других судебных испытаний (например, организации судебного поединка), которые представляли собой традиционные способы выявления виновности. Оба иерарха должны были ограничить право меченосцев на проведение Божьего суда по итогам жалоб, которые регулярно направляли папе новокрещённые.

### Смерть Роберта
30 апреля 1224 года бывший аббат монастыря Дюнамюнде скончался в Зебурге (Селпилсе) или, по другим сведениям, в Мезоттенском замке (на что указывают другие исторические источники). Цистерцианцы из Дюнамюнде хотели захоронить останки Бернхарда в своём монастыре, поэтому они отправили аббата Роберта в замок за транспортировкой тела. На обратном пути лодка затонула и на берег были вынесены два трупа — Бернхарда и погибшего аббата Роберта, так что в монастыре на территории современной Вецдаугавы были захоронены оба аббата и сразу же встал вопрос об избрании следующего.

### Решение Вильгельма Моденского
17 марта 1226 года в Ливонию прибыл папский легат Вильгельм Моденский, перед которым стояла задача определить административные границы Риги и Дюнамюнде, в том числе и границы владения монастыря. После решения Вильгельма монастырь получил во владение земли на территории современного района Болдерая, которые ранее, до вторжения крестоносцев, принадлежали куронам и земгалам, но вскоре те были вытеснены оттуда немецкими захватчиками, а Вильгельм юридически передал их цистерцианцам.

### Разорение и сожжение монастыря куршами и земгалами
1228 год был очень неудачным для истории монастыря — племена куршей и земгалов в конце августа прибыли в большом числе к устью Даугавы со стороны Лиелупе и Булльупе, подошли к Дюнамюнде, атаковали его. Нападение было совершено по причине затруднений, которые испытывали куроны и земгалы при транспортировке своих товаров по морю, так как рижские торговцы всячески препятствовали продвижению их судов, и также из опасения потерять с усилением немцев свою самостоятельность. Их не устраивал вердикт, который был вынесен Вильгельмом Моденским после территориального конфликта с цистерцианцами. К тому же земгальский князь Виестартс отказался принимать крещение и передавать свои территории во владение создававшегося властями крестоносцев епископа Семигалльского.
Несмотря на высокое качество укреплений, монастырь был быстро взят смелым штурмом. Нападавшие овладели замком, разрушили его до основания и разграбили; все монахи, защищавшиеся в монастыре, были убиты. Монастырь после разорения был сожжён. Однако вскоре группы балтов под воздействием сил вынуждены были отступить, а монастырь уже через несколько лет был восстановлен.
В то же время начинается период ожесточенной борьбы между рыцарями, рижанами и архиепископом за свои права и привилегии.

### Сражение при Даугавгриве
Следующее крупное столкновение состоялось у монастыря в 1263 году, когда во время литовско-ливонской войны у стен монастыря цистерцианцев в устье Риги схлестнулись объединённое войско Ливонского ордена и Зегевальдского комтурства и армия воинственного литовского князя Тройната, который возглавлял военные полки литовцев и жемайтов, следовавшие по направлению к Риге с целью её осады и взятия. Войско рыцарей-крестоносцев разбило лагерь у монастыря и там дожидалось прибытия литовского воинства. По летописям известно, что кровопролитное и упорное сражение состоялось в полночь при свете луны, и Тройнат, потеряв много людей, вынужден был отступить от стен монастыря и отправиться в замок к королю Миндовгу, так что ливонцы праздновали в тот раз победу.
Вскоре, в 1263 году, аббат монастыря Вильгельм заключил договор с Рижским ратом, по которому монастырь обязался не продавать свои территории, укрепления и земельные угодья никому, кроме рижских властей. В 1266 году цистерцианцы Дюнамюнде на границе своих владений у Дюнупе, которая впадала в Даугаву из Киш-озера, построил водяные мельницы.
Рига, вступив в 1284 году в Ганзейский союз, постепенно богатеет, её торговое значение увеличивается. Она начинает тяготиться контролем и пошлинами ливонских рыцарей и завязывает с ними борьбу за право свободной торговли. Рижский епископ в свою очередь стремится сохранить свои права и в этой борьбе переходит то на одну, то на другую сторону.
В 1297 году давно натянутые отношения между рижанами и орденом перешли в открытую борьбу. 20 мая рыцари были частично перебиты, частью изгнаны из Риги, замок разрушен и сожжен. Чтобы отомстить рижанам, рыцари и их союзники эсты решили взять город измором, для чего заперли все пути подвоза и особенно главный водный путь — Западную Двину, овладев для этого замком.

### Список аббатов монастыря Дюнамюнде
- Теодорих Буксгевден (с 1202 по 1211)
- Бернхард фон Липпе (с 1211 по 1217)
- Роберт (1217—1224)
- перерыв
- Теодерих (Teodericus; в должности находился в 1231 и в 1232 году)
- Иоганн (Johannus; 1252, 1253)
- Вильгельм (в должности фиксируется в 1263 году)
- Либерт (неизвестно, когда вступил в должность, но покинул её в 1305 году после сделки с Ливонским орденом)

## Продажа монастыря Ливонскому ордену
После разгрома замка в 1228 году духовенство уже не было в силах удерживать в своих руках Дюнамюнде без поддержки Ливонского ордена. В ходе длительной гражданской войны в Ливонии рижский епископ Фридрих и аббат опустошённого рижанами и наскоро отстроенного цистерцианского монастыря Либерт 23 марта (или же 26 мая) 1305 года продали замок ордену и его магистру Готфриду фон Рогге за 4 тысячи марок кёльнского серебра. Магистр намеревался построить там хорошо укреплённый замок (Alt-Dünamünde) и создать административную единицу — Дюнамюндское комтурство. Эти планы были осуществлены, а монастырь, в свою очередь, после заключения сделки перебрался в Падисе (на северо-западе нынешней Эстонии).

## Замок Дюнамюнде

### Ливонский орден(1305—1561)
Так как замок Дюнамюнде перешёл во власть ордена вопреки договору, заключенному аббатом Вильгельмом в 1263 году с Ригой, по которому он обязывался никому не продавать и не передавать замок без ведома и согласия городской думы и горожан, то передача её рыцарям послужила поводом к целому ряду недоразумений между рижскими архиепископами и Ливонским орденом. Один из архиепископов даже упрекал орден в насильственном захвате монастыря.
С этого времени началась упорная борьба между рижанами и орденом за обладание устьем Западной Двины, иначе говоря, за замок Дюнамюнде. В этой борьбе принимали участие и римский папа Климент V, который требовал от Ливонского ордена возвращения замка духовенству, бывшему в то время заодно с горожанами, и даже угрожал предать проклятию весь орден, но рыцари упорно держались в замке. Они укрепили Дюнамюнде: на месте разрушенного куршами монастыря они возвели крепкий рыцарский замок. Во главе замка был поставлен новый комендант. В 1316 году был заключен Сигулдский союз между магистром Ливонского ордена Герхардом фон Йорком, рижским Домским капитулом и вассалами рижского архиепископа.
В 1329 году рижане пытаются овладеть Дюнамюнде, чтобы дать, наконец, своей торговле свободный выход в море. Замок был захвачен с налёта, гарнизон перебит, а деньги, собранные за пропуск и охрану судов, поступили в казну города Риги. Гроссмейстер ордена Эбергард фон Монгейм, не хотевший лишиться влияния на торговлю Риги, немедленно заключил союз с литовцами, опустошавшими в то время Лифляндию, и при их помощи вернул замок.
В 1435 году на ландтаге в городе Валке архиепископ Риги окончательно признал права ордена на замок Дюнамюнде и получил за это 20 тысяч марок, но в 1481 года снова началась борьба между Ливонским орденом и Ригой, на этот раз из-за престола рижского архиепископа. Магистр ордена Борх выставил на эту должность своего двоюродного брата, надеясь так влиять на граждан города Риги. Папа же назначил Стефана Грубе, признанного и горожанами. Магистр, решивший силой добиться своего, приказал коменданту Дюнамюнде запереть для торговых судов вход в устье реки Двины. На следующий год рижане заблокировали замок и захватили его в 1483 году, разгромив замок до основания. В 1491 году им снова пришлось признать власть ордена по Вольмарскому договору, а через 6 лет после этого крепкий рыцарский замок появился снова в устье реки, закрыв Риге выход в море. Замок был усилен 4 круглыми башнями с 5 ронделями и водяным рвом. В 1550 году рондели были перестроены в малые бастионы итальянского начертания.

### Речь Посполитая(1561—1621)
В 1561 году рыцарский орден из-за внутренних неурядиц прекратил своё существование. В следующем году, после отречения от своего звания последнего гроссмейстера ордена Готгарда Кеттлера, Лифляндия и Курляндия перешли под власть Польши.
В 1559 году по Виленскому договору земли, входящие в состав Курляндии и Семигалии, составили герцогство Курляндское, управление которым было поручено бывшему магистру ордена Кеттлеру. Ему же была поручена Лифляндия с резиденцией в замке Дюнамюнде, комендант которой был назначен польским королём.
Переход власти в руки поляков отразился неблагоприятно на торговле Риги, получившей в это время право вольного города, и в 1565 году её жители жаловались королю Сигизмунду Августу на коменданта замка Дюнамюнде Островского за нарушение их прав.
В 1567 году река Западная Двина образовала новое устье, прорвавшись к морю там где он находится и сейчас. Оборонять старое обмелевшее устье реки стало незачем, и старый замок стал терять своё стратегическое значение.
Несогласия между рижанами и поляками продолжались до 1581 года, когда Рига, отказавшись от прав вольного города, отдалась польскому королю Стефану Баторию и получила за это право беспошлинной торговли с Западной Европой.
В 1582 году Стефан Баторий лично осматривал замок, оценил важное его значение и приказал перестроить и увеличить малые бастионы, углубить рвы и, вообще, возможно лучше подготовить её к обороне.

## Взятие старого замка; новая крепость на другом берегу Западной Двины
В 1600 году началась польско-шведская война. 1 августа 1608 года шведы под руководством полководца графа Мансфельда захватили замок Дюнамюнде. Не рискуя двинуться далее вверх по Двине для овладения Ригой, Манфельд ограничился перерывом связи между Ригой и морем, для чего приказал возвести на левом берегу Западной Двины в углу, образованном левыми берегами Западной Двины и Булльупе (тогда Больдер-Аа) четырёхугольный штерншанец, замкнувшей южное русло реки. С возведением этого шанца явилась возможность господствовать над судоходством как по Западной Двине, так и по Лиелупе (Аа Курляндской). 19 сентября Мансфельд отправился в Швецию, оставив в Неймюндском шанце лишь гарнизон из 250 человек с комендантом Нильсом Стернскиольдом и 29 пушек-фальконетов. Для отличия от старого замка Дюнамюнде шанц был назван Неймюндским (то есть «Новое русло реки»). Впоследствии он был перестроен, и стал новой крепостью Дюнамюнде.